# Francisco Martínez del Monje
Francisco Martínez del Monje (San Vicente de la Sonsierra, sito en La Rioja española, 20 de octubre de 1640 – Santa Fe de la tenencia de gobierno homónima, gobernación del Río de la Plata del Virreinato del Perú, ca. 1705) era un militar español que llegaría al rango de capitán y al cargo de alguacil mayor de la gobernación del Paraguay en 1675, transformándose así en explorador y conquistador regional, y además como funcionario colonial ocupó el puesto de procurador general del Cabildo de Santa Fe en 1680 y en 1691 y también como su alcalde ordinario de segundo voto y de primer voto en 1680 y en 1695, respectivamente.

## Biografía hasta ser alguacil mayor del Paraguay

### Origen familiar y primeros años
Francisco Martínez del Monje había nacido el 20 de octubre de 1640 en la localidad riojana de San Vicente de la Sonsierra, ubicada en la comarca de Haro de Castilla la Vieja que formaba parte de la Corona española.
Sus padres eran Pedro del Monje y Martínez de Oñate (n. San Vicente de la Sonsierra, ca., 1610) y su esposa María de Davalillo (n. ib., 1620). Sus abuelos paternos eran Pedro del Monje "el Menor" (n. ib., ca., 1610) y Francisca Martínez de Oñate (n. ib., ca., 1610), y los abuelos maternos eran Mateo de Davalillo (n. ib., ca., 1610) y Francisca de Barrueco (n. ib., ca., 1610).

### Viaje a la Sudamérica española
Había llegado a la Sudamérica española en 1663 a bordo del navío del capitán Ignacio Mateo para avecindarse en la ciudad de Asunción, la capital de la gobernación del Paraguay que formaba parte como una entidad autónoma del Virreinato del Perú.
En dicha capital, ya con 35 años de edad, el capitán Francisco Martínez del Monje fue nombrado como alguacil mayor de la gobernación paraguaya desde 1675.

## Alcalde ordinario del Cabildo de Santa Fe

### Procurador general del cabildo
Martínez del Monje posteriormente mudó su residencia a la ciudad de Santa Fe, capital de la tenencia de gobierno homónima que formaba parte de la gobernación del Río de la Plata, la que a su vez también era otra entidad autónoma del virreinato peruano.
Al poco tiempo fue nombrado procurador general del cabildo santafesino desde el 1.º de enero de 1680, el cual quedaba conformado por el capitán Pedro del Cassal como alcalde de primer voto y el capitán Pedro de Obelar, de segundo voto.

### Nombramiento como alcalde
Años después ocupó el cargo de alcalde de segundo voto de la misma en 1687, nuevamente fue elegido como su procurador general en 1691, siendo electo como alcaldes de primer voto el sargento mayor Juan de Aguilera y de segundo voto, el capitán José de Rivarola.
Fue elegido Martínez del Monje como alcalde de primer voto el 1.º de enero de 1695, siendo el de segundo voto, el capitán Ignacio Domínguez Ravanal. Además como alcaldes de la hermandad fue elegido el alférez José Sotelo de Rivera y su segundo el alférez José Fernández de la Calzada, como procurador general fue nombrado el sargento mayor Juan de Lacoizqueta, como mayordomo fue reelecto Manuel de Sanabria y como fiel ejecutor de manera interina, fue asignado el regidor propietario Juan de Aguilera.

### Fallecimiento
El funcionario colonial y militar Francisco Martínez del Monje fallecería en la ciudad rioplatense de Santa Fe hacia el año 1705, ya que desde dicho año dejó de ocupar cargos burocráticos.

## Matrimonio y descendencia
El capitán hispano-riojano Francisco Martínez del Monje se había unido en matrimonio en Santa Fe el 20 de agosto de 1666 con Isabel de Pessoa y Figueroa (Santa Fe, e/ septiembre y diciembre de 1650 - ib., 1729), una hermana del teniente de gobernador correntino Nicolás de Pessoa y Figueroa (n. ca. 1652) e hijos del general Nicolás Homem de Pessoa y Figueroa Mendoza (n. Santiago de Chile, ca. 1622) y de su primera esposa Juana de Ávila y Brito de Sotomayor (Santa Fe, ca. 1629 - ib., 1661), y nieta paterna de Pedro Homem de Pessoa y Pereda y de su primera cónyuge Isabel de Figueroa Mendoza y Garcés de Bobadilla.
Fruto de dicho enlace entre Francisco Martínez del Monje e Isabel de Pessoa y Figueroa nacieron por lo menos nueve hijos:
- Juana Martínez del Monje[14][15] (n. 1666) que fue bautizada de 3 años[14][15] de edad el 2 de marzo[15] de 1669.[14][15]
- María Martínez del Monje y Pessoa Figueroa[14][15][16][17][18] (n. Santa Fe,[17] ca. 1667) que se enlazó en primeras nupcias[18] el 24 de agosto de 1681 con el hispano-castellano Antonio Pérez y Fernández-Aguirre[15][18] (Hermosilla,[15] ca. 1651 - f. 1688),[15] y una vez viuda y sin hijos,[15] se unió en segundas nupcias[18] en la ciudad de Santa Fe[17] el 19 de diciembre[15][17][18] de 1691,[15][17][18] con el hidalgo hispano-navarro, militar, alcalde y teniente de gobernador santafesino Juan de Lacoizqueta[15][16][17][18] (Legasa,[15][17] España, 1653[19] –  Santa Fe del Plata del Virreinato del Perú, 4 de noviembre de 1728) y a quien le aportara la más grande dote que se tenga noticias en la sociedad colonial santafesina.[18] Con este segundo matrimonio concibió por lo menos cinco hijos, además de ser abuelos del alcalde y teniente de gobernador santafesino Joaquín Maciel y Lacoizqueta (1729-1780).
- Hipólito Martínez del Monje[14] (n. ca. 1669) se hizo sacerdote jesuita.[14]
- Ignacio Martínez del Monje[14][15] (n. ca. 1672) que casó con María Suárez de Cabrera y tuvieron descendencia.[14][15]
- Juan Martínez del Monje[20] (n. ca. 1674) que fue clérigo presbítero.[20]
- Ana Martínez del Monje[20] (n. ca. 1676) que se casó con Pedro de Urízar y Gondra y tuvieron descendencia.[20]
- Francisca Martínez del Monje[16][20] (n. ca. 1680) que se enlazó el 2 de octubre[20] de 1689[20] con el capitán hispano-vasco Juan de Rezola[20] (n. Guipúzcoa,[20] ca. 1670) pero con quien no tuvo descendencia,[20] y una vez viuda, se enlazó en segundas nupcias con el sargento mayor Ignacio de Barrenechea.[16]
- Miguel Martínez del Monje[2][20] (n. ca. 1682) era un militar que llegara al rango de sargento mayor[2] y que fue designado como regidor propietario del Cabildo de Santa Fe.[2] Se unió en matrimonio en primeras nupcias hacia 1703 con María de Rojas y Aranda (n. Asunción del Paraguay,[2] ca. 1683), y al enviudar, se casó en segundas nupcias hacia 1713 con Dominga de Mendieta y Zárate (n. Santa Fe, ca. 1692).[2]
- José Martínez del Monje[15][20] (n. 19 de octubre de 1689) que fuera bautizado de 13 días de edad el 1.º de noviembre del año de nacimiento[15] y posteriormente también fue un clérigo presbítero.[15][20]